# Sahara
Sahara er en ørken i Afrika. Det er med omkring 8,5 mio. km2 verdens største varme ørken . Navnet Sahara kommer fra det arabiske ord Sahhra som betyder ørken. 
Dagtemperaturen i Sahara kan snige sig op på 57 grader, hvorimod nattemperaturen ofte er under frysepunktet.
Trans-Sahara-handelen mellem Maghreblandene ved Middelhavet og Vestafrika foregik langs en handelsrute over Sahara-ørkenen, som var i brug fra det 8. århundrede til sidst på det 16. århundrede.

## Eksterne kilder og henvisninger
1. ↑   Antarktis, der er omkring 14 millioner km2 er også en slags ørken, men polaregnene regnes som en landskabstype i sig selv (denstoredanske.dk)

- Wikimedia Commons har flere filer relateret til Sahara

23°05′N 12°37′Ø / 23.08°N 12.61°Ø